# Ващук Владислав Вікторович
Владисла́в Ві́кторович Ващу́к (нар. 2 січня 1975, Київ) — колишній український футболіст, захисник. Колишній гравець збірної України, найбільше відомий виступами за «Динамо» (Київ).

## Біографія
Вихованець ДЮСШ СКА та ДЮСШ «Динамо» (Київ). У «динамівській» школі свого часу зібрався талановитий колектив хлопців 1975 р. н., зокрема Олександр Шовковський, Сергій Федоров та Олег Венглинський. Юнаки виступали на міжнародних турнірах, а згодом на базі вихованців школи сформували «Динамо-3». У сезоні 1992/93 Ващук грав за другу, третю «динамівські» команди і київський ЦСК ЗСУ (Центральний спортивний клуб Збройних Сил України).
25 вересня 1993 року провів першу гру у головній команді «Динамо» (проти «Буковини»). Поступово Владислав став незамінним гравцем в обороні.
Футболку збірної України вперше одягнув 9 квітня 1996 р. у товариському матчі Молдова — Україна (2:2).
У період найвищих досягнень киян у кінці 90-х років (чвертьфінал Ліги чемпіонів 1997/98 та півфінал 98/99) пару центральних оборонців Олександр Головко — Владислав Ващук вважали однією з найнадійніших у Європі. Інколи Владислав виступав на полі і на інших місцях — опорного півзахисника чи правого захисника.
Пізніше нестабільність гри Ващука та зниження її якості змушували тренерів «Динамо» дедалі частіше садити захисника на лаву запасних. Оговтавшись після травми Владислав у 2003 р. підписав контракт з московським «Спартаком» — одвічним суперником «біло-синіх». Такий вчинок викликав багато негативних відгуків з київського навколофутбольного оточення. Українець провів у Москві лише рік, а потім його гра перестала задовольняти вимоги керівництва і нового головного тренера.
Близько року Ващук шукав нову команду. Побував на перегляді у «Ганновері», «Майнці», «Феєноорді» та кількох інших клубах. Зрештою, він перейшов до одеського «Чорноморця» — оборонець вже не був таким швидким, як на початку кар'єри, але з'явився досвід та залишилося вміння передбачати і «читати» події на полі.
Влітку 2005 р. Владислав Ващук повернувся до київського «Динамо». Але стосунки з уболівальниками стали дуже напруженими — після матчів у складі «Спартака» і «Чорноморця» — традиційних недругів динамівських уболівальників, захисника у колах фанатів почали називати «іуда»
Ветеран покинув команду після приходу у 2008 р. нового наставника Юрія Сьоміна, який відразу почистив ряди колектив від футболістів, котрі не відповідають рівню першої команди. Під час міжсезоння влітку 2008 певний час тренувався з одеським «Чорноморцем», а згодом прийняв пропозицію дебютанта української Прем'єр-ліги ФК «Львів».
Досвідчений гравець став одним із лідерів команди і в деяких іграх навіть носив капітанську пов'язку «Львова», але взимку 2008/09 внаслідок фінансово-економічної кризи фінансові можливості ФК «Львів» зменшилися і нові умови не задовольнили футболіста. Він виявив бажання покинути команду і підтримував форму спочатку разом із командою «Львова», а згодом самостійно на базі «Динамо» у Конча-Заспі. На початку березня Ващук з'явився в одеському «Чорноморці» і головний тренер «моряків» висловив надію дозаявити захисника за «Чорноморець» у чемпіонаті України.
За підсумками сезону 2009—2010 «Чорноморець» покинув українську еліту. Оскільки Владислав не захотів грати у першій лізі, нового контракту він не підписав, ставши вільним агентом. Певний час тренувався з київським «Арсеналом», але не підійшов клубу. 13 липня 2010 підписав контракт із луцькою «Волинню».
За досягнення високих спортивних результатів на чемпіонаті світу 2006 в Німеччині нагороджений орденом «За мужність» III ступеня.
Улітку 2012 року був призначений радником президента запорізького «Металлурга».
У лютому 2013 призначений спортивним директором київського «Арсенала».
17 грудня 2015 року Владислав відкрив футбольну школу у Броварах.
19 травня 2023 року вступив до Гвардії наступу

## Статистика виступів

### Клубна
| Клуб              | Сезон             | Чемпіонат | Чемпіонат | Кубок | Кубок | Єврокубки | Єврокубки | Всього | Всього |
| Клуб              | Сезон             | Ігри      | Голи      | Ігри  | Голи  | Ігри      | Голи      | Ігри   | Голи   |
| ----------------- | ----------------- | --------- | --------- | ----- | ----- | --------- | --------- | ------ | ------ |
| Динамо            | 1993-94           | 24        | 0         | 4     | 1     | -         | -         | 28     | 1      |
| Динамо            | 1994-95           | 31        | 3         | 6     | 0     | 7         | 0         | 44     | 3      |
| Динамо            | 1995-96           | 10        | 0         | -     | -     | -         | -         | 10     | 0      |
| Динамо            | 1996-97           | 21        | 2         | 1     | 0     | 2         | 0         | 24     | 2      |
| Динамо            | 1997-98           | 23        | 1         | 4     | 0     | 9         | 1         | 36     | 2      |
| Динамо            | 1998-99           | 25        | 1         | 7     | 0     | 13        | 1         | 45     | 2      |
| Динамо            | 1999-00           | 20        | 1         | 2     | 0     | 12        | 1         | 34     | 2      |
| Динамо            | 2000-01           | 21        | 0         | -     | -     | 8         | 0         | 29     | 0      |
| Динамо            | 2001-02           | 20        | 0         | 5     | 0     | 8         | 0         | 33     | 0      |
| Динамо            | 2002-03           | 5         | 0         | -     | -     | -         | -         | 5      | 0      |
| Спартак           | 2003              | 25        | 1         | 2     | 0     | 2         | 0         | 29     | 1      |
| Чорноморець       | 2004-05           | 18        | 1         | 0     | -     | -         | -         | 18     | 1      |
| Чорноморець       | 2005-06           | 6         | 0         | -     | -     | -         | -         | 6      | 0      |
| Динамо            | 2005-06           | 24        | 1         | 3     | 0     | -         | -         | 27     | 1      |
| Динамо            | 2006-07           | 13        | 0         | 6     | 1     | -         | -         | 19     | 1      |
| Динамо            | 2007-08           | 17        | 0         | 3     | 0     | 3         | 1         | 23     | 1      |
| Львів             | 2008-09           | 11        | 1         | 1     | 0     | -         | -         | 12     | 1      |
| Чорноморець       | 2008-09           | 8         | 1         | -     | -     | -         | -         | 8      | 1      |
| Чорноморець       | 2009-10           | 22        | 2         | -     | -     | -         | -         | 22     | 2      |
| Волинь            | 2010-12           | 26        | 2         | 2     | 0     | -         | -         | 26     | 1      |
| Всього за Динамо  | Всього за Динамо  | 254       | 9         | 41    | 2     | 62        | 4         | 357    | 15     |
| Всього за кар'єру | Всього за кар'єру | 368       | 16        | 46    | 2     | 64        | 4         | 478    | 22     |

## Титули та досягнення
- Чемпіон України: 1994, 1995, 1996, 1997, 1998, 1999, 2000, 2001 та 2007
- Кубок України: 1996, 1998, 1999, 2000, 2006 і 2007
- Суперкубок України: 2006, 2007
- Кубок Росії: 2003
- Півфіналіст Ліги чемпіонів УЄФА: 1999
- Чвертьфіналіст чемпіонату світу: 2006
- Орден «За мужність» III ступеня.

## Цікаві факти
- Народився того самого дня, що й Олександр Шовковський — 2 січня 1975 року.